# Sergi Domínguez Viloria
Sergi Domínguez Viloria (Barcelona, 1 d'abril de 2005) és un futbolista català que juga com a central al Dinamo de Zagreb.

## Carrera de club
Nascut a Barcelona, Domínguez va fitxar per La Masia procedent del Sant Gabriel. Després d'una temporada impressionant amb el Juvenil A a les ordres d'Óscar López i Javier Saviola, va ser convocat per entrenar amb el primer equip del FC Barcelona amb l'entrenador Xavi. Després de la seva recuperació de la lesió durant la temporada 2022-23, Domínguez va debutar amb el Barça B el 12 de febrer de 2023 en un empat 1-1 amb la SD Amorebieta.
Va debutar amb el primer equip del FC Barcelona el 31 de juliol del 2024 contra el Manchester City, en la gira pels Estats Units d'Amèrica. Un mes més tard, el 31 d'agost del 2024, debutaria en partit oficial en una victòria per 7 a 0 contra el Reial Valladolid a l'estadi Olímpic Lluís Companys substituint a Pau Cubarsí.

## Palmarès

### FC Barcelona
- 1 Lliga espanyola: 2024-25[8]
- 1 Copa del rei: 2025[8]